# فرشوط (مركز)
مركز فرشوط، مركز إداري مصري. يقع في محافظة قنا الواقعة في جمهورية مصر العربية. القاعدة الإدارية للمركز هي مدينة فرشوط.